# Хевроньино
Хевроньино — деревня в Подпорожском городском поселении Подпорожского района Ленинградской области.

## История
Упоминается в 1582 году как деревня Болшое Ховроньино в волости Ховроньино без церкви Важинского погоста. Село существовало, вероятно, еще в XV веке, когда здесь у часовни был похоронен основатель Соловецкого монастыря Герман Соловецкий (в 1484 году его мощи были перевезены в монастырь).

В 1479 году игумен Арсений послал Пр. Германа в Новгород. Там, в обители Пр. Антония Римлянина (Антониевом монастыре), исповедовавшись и причастившись Животворящих Таинств, святой Герман мирно отошел ко Господу. Соловецкие иноки повезли его тело в Соловецкую обитель, но из-за распутицы принуждены были похоронить у часовни в деревне Хавроньиной на реке Свири

ХЕВРОНЬИНО — село при реке Свири, число дворов — 28, число жителей: 90 м п., 92 ж. п.; Чудь и русские. Церквей православных две. (1873 год)

Сборник Центрального статистического комитета описывал село так:

ХЕВРОНЬИНО (ХЕВРОНСКИЙ ПОГОСТ) — село бывшее государственное при реке Свири, дворов — 47, жителей — 259; Две церкви православных, часовня, школа, 4 лавки, торжок 25, 26 декабря и 24, 25 июня. (1885 год)

Село административно относилось к Мятусовской волости 2-го стана Олонецкого уезда Олонецкой губернии.

ХЕВРОНЬИНО — деревня Хевронского сельского общества при реке Свири, население крестьянское: домов — 43, семей — 41, мужчин — 149, женщин — 140, всего — 289; некрестьянское: домов — 2, семей — 1, мужчин — 4, женщин — 5, всего — 9; лошадей — 35, коров — 62, прочего — 50. (1905 год)

В начале XX века в Хевроньине существовало две церкви: построенная в 1868 году церковь Иоанна Предтечи (в 1939 году была закрыта, во время финской оккупации в 1942—1944 годах действовала как кирха, в 1960-х годах взорвана) и построенная в 1764 году деревянная церковь Рождества Христова, разобранная незадолго до начала Великой Отечественной войны (место, где она располагалась, в 1951—1952 годах было затоплено).
С 1917 по 1919 год деревня входила в состав Мятусовской волости Олонецкого уезда Олонецкой губернии.
С 1919 года в составе Хевронского сельсовета Мятусовской волости Лодейнопольского уезда.
С 1923 года в составе Подпорожской волости.
С 1927 года в составе Подпорожского района. В 1927 году население деревни составляло 253 человека.
Согласно карте Ленинградской области Северо-западного аэрогеодезического треста ГГУ издания 1932 года деревня насчитывала 14 крестьянских дворов. В деревне находилась пристань и две часовни.
По данным 1933 года это было село Хавроньино, оно являлось административным центром Хавронского сельсовета, в который входили 9 населённых пунктов: деревни Буракова Гора, Киселёво, Лукинская, Медведец, Павловская, Яковлевская, село Хавроньино, выселки Старый Омут, Сувалда, общей численностью населения 1461 человек.

Деревня Хевроньино на карте 1936 года

С 1 августа 1941 года по 31 мая 1944 года деревня находилась в финской оккупации.
С 1963 года в составе Лодейнопольского района.
В 1961 году население деревни составляло 124 человека.
С 1965 года вновь в составе Подпорожского района.
По данным 1966 года деревня Хевроньино входила в состав Хевроньинского сельсовета.
В 1971 году деревни Хевроньино и Буракова Гора были объединены в один населённый пункт — деревню Хевроньино.
По данным 1973 и 1990 годов деревня Хевроньино входила в состав Курповского сельсовета/
В 1997 году в деревне Хевроньино Курповской волости проживали 49 человек, в 2002 году — 61 человек (русские — 98 %).
В 2007 году в деревне Хевроньино Подпорожского ГП проживали 36 человек.

## География
Деревня расположена в северо-западной части района на автодороге 41К-149 (Подпорожье — Курпово). 
Расстояние до административного центра поселения — 10 км. Расстояние до районного центра — 12 км.
Расстояние до ближайшей железнодорожной станции Токари — 12 км.
Деревня находится на правом берегу реки Свирь.

## Демография
| 1873 | 1885 | 1905 | 1927 | 1961 | 1997 | 2007 |
| ---- | ---- | ---- | ---- | ---- | ---- | ---- |
| 182  | ↗259 | ↗298 | ↘253 | ↘124 | ↘49  | ↘36  |
| 2010 | 2017 |      |      |      |      |      |
| →36  | ↗69  |      |      |      |      |      |

### Национальный состав
Согласно данным Всероссийской переписи населения 2021 года в деревне проживали 64 человека, из них:
 русские — 52, вепсы — 6, немцы — 6 человек.

## Достопримечательности
- Церковь Рождества Иоанна Предтечи, 1868 года постройки, каменная, в русско-византийском стиле, утрачена в 1966 году[22].
- Церковь Рождества Христова, 1764 года постройки, деревянная, утрачена до войны[23].

## Улицы
Восточный тупик, Дачный тупик, Западный тупик, Звонкая, Корабельная, Набережная, Пасечная, Подгорный переулок, Полевой переулок, Почтовый переулок, Речная, Свирский переулок, Транспортный переулок, Цветочный переулок, Якорная.